# Мадрасская армия

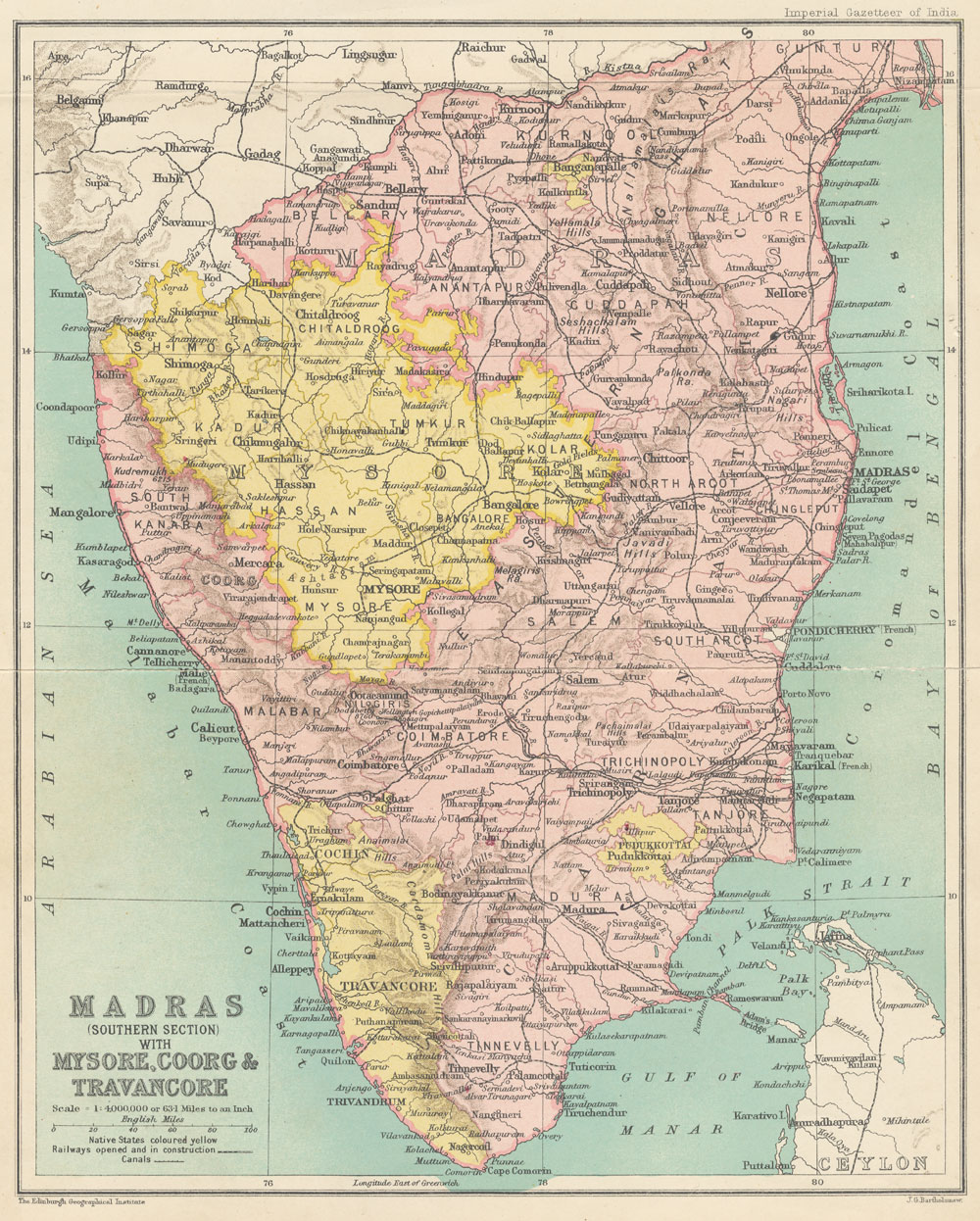
Территория Мадрасского президентства в 1909 году

Мадрасская армия (англ. Madras Army) — армия Мадрасского президентства, одного из трёх президентств Британской Индии в Южной Азии. Во время своего наибольшего расширения, территория президентства включала земли современного штата Тамилнад, Малабарское побережье Кералы, прибрежные районы Андхра-Прадеш, южные районы штата Орисса, некоторые районы Карнатаки. Зимняя столица президентства размещалась в городе Мадрас, летняя — в Ути.
Армии президентств, как и сами президентства, находились под контролем Ост-Индской компании. После Сипайского восстания 1857 года все три индийских президентства посредством Закона о лучшем управлении Индией были подчинены напрямую Британской короне. Сами армии президентств в тот же период были объединены в Британскую Индийскую армию.

## Формирование и первый период истории

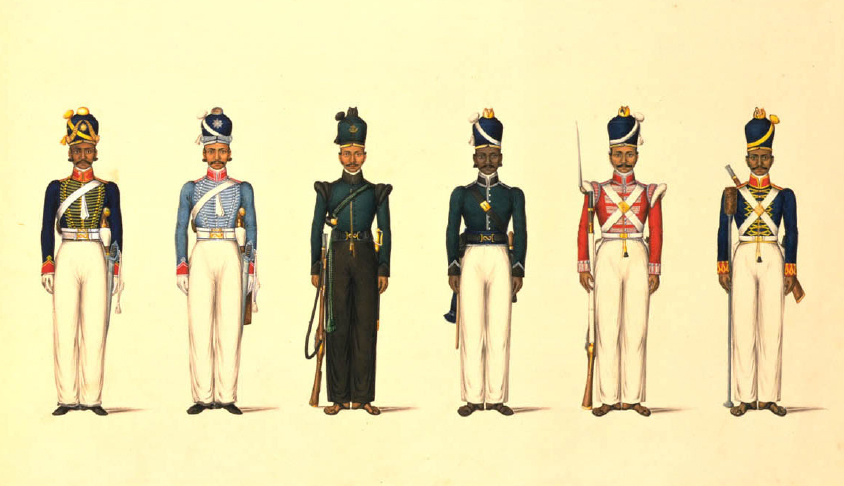
Слева направо: Мадрасская конная артиллерия, Мадрасская лёгкая кавалерия, Мадрасский стрелковый корпус, Мадрасские сапёры, Мадрасская туземная пехота, Мадрасская пешая артиллерия
(рисунок 1830-х годов)

Мадрасская армия Почтенной Ост-Индской компании изначально создавалась для защиты коммерческих интересов компании. Поначалу это были преимущественно необученные охранники зачастую вооружённые лишь бамбуковыми палками. Захват Мадраса французскими войсками в сентябре 1746 года подтолкнул британцев к организации хорошо подготовленных воинских частей для ведения боевых действий, захвата территорий и принуждения к сотрудничеству туземных правителей.
Плохо организованные воинские формирования объединялись в батальоны под командой индийских офицеров. Одной из первых возможностей проявить себя в деле у новых частей стала битва при Вандиваше в 1760 году, где войска получили высокую оценку за продемонстрированную стойкость под вражеским огнём. Чуть ранее, значительная часть войск была отправлена в Бенгалию с молодым Робертом Клайвом, где приняла участие в судьбоносном сражении при Плесси.
В первые году становления Мадрасской армии офицеры были внимательны к местным обычаям солдат, кастовым обрядам, одежде и социальной иерархии. В армию даже записывались представители местной знати, к примеру, Муту Наяк из мадурайской династии. По мере роста армии увеличивался и офицерский корпус, обычно из резервов Компании, при этом стиль руководства и забота о подчинённых менялись в худшую сторону. Одним из наиболее известных инцидентов в Мадрасской армии стало Веллорское восстание 1806 года.
Организация грабежей побеждённых противников была распространённым явлением среди офицеров Ост-Индской компании. Так, в ходе англо-майсурских войн, Ричард Уэлсли, а следом за ним и Артур Уэлсли, устанавливали для каждого офицера и сипая нормативы отчислений от награбленного. А исключительное по своему размаху разграбление Серингапатама, последовавшее после гибели Типу Султана в сражении за город, произвело тяжёлое впечатление на всех индийцев. Два сына погибшего султана были заключены под стражу в Веллорский форт.

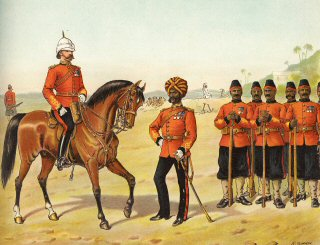
Королевский собственный мадрасский корпус сапёров и минёров (рисунок 1896 года)

К 1830-м годам Мадрасская армия представляла собой крупную современную профессиональную военную силу, способную защитить государство от внешних и внутренних врагов и чьей повседневной задачей была поддержка внутреннего порядка в президентстве в интересах гражданской администрации. Британские офицеры осознавали все сильные и слабые стороны своей многонациональной армии, где они не могли полагаться на чувство патриотизма. В целях совершенствования и преодоления существовавших недостатков, британских офицеров поощряли к изучению туземных языков, а также к проявлениям заботы о сипаях и их семьях. В 1832—1833 годах из состава армии выделялось от четырёх до восьми сотен человек для рейдов в районе Вишакхапатнам против двух повстанческих группировок, наибольшая из которых насчитывала от 700 до 800 человек. Но каждый раз когда войска встречались в бою с бунтовщиками, превосходная выучка и дисциплина приводила Мадрасскую армию к победе.

## Структура

### Кавалерия

#### Полки регулярной армии
- Охрана генерал-губернатора

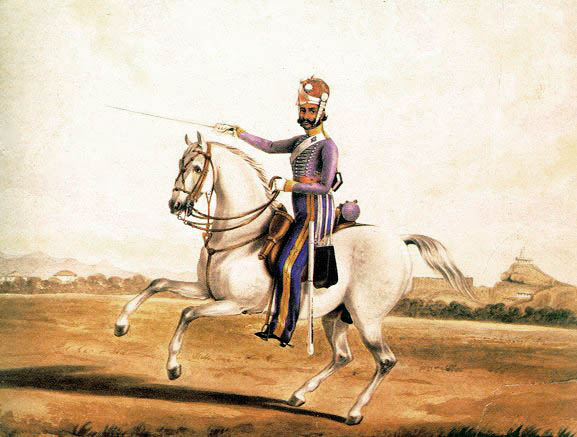
Совар 6-го Мадрасского полка лёгкой кавалерии
(рисунок ≈1845 года)

- 8 полков мадрасской лёгкой кавалерии
  - 1-й полк мадрасской лёгкой кавалерии
  - 2-й полк мадрасской лёгкой кавалерии
  - 3-й полк мадрасской лёгкой кавалерии
  - 4-й полк мадрасской лёгкой кавалерии
  - 5-й полк мадрасской лёгкой кавалерии
  - 6-й полк мадрасской лёгкой кавалерии
  - 7-й полк мадрасской лёгкой кавалерии
  - 8-й полк мадрасской лёгкой кавалерии

#### Контингент Хайдарабада
- 4 кавалерийских полка
  - 1-й кавалерийский полк контингента Хайдарабада
  - 2-й кавалерийский полк контингента Хайдарабада
  - 3-й кавалерийский полк контингента Хайдарабада
  - 4-й кавалерийский полк контингента Хайдарабада

### Артиллерия
- Мадрасская конная артиллерия

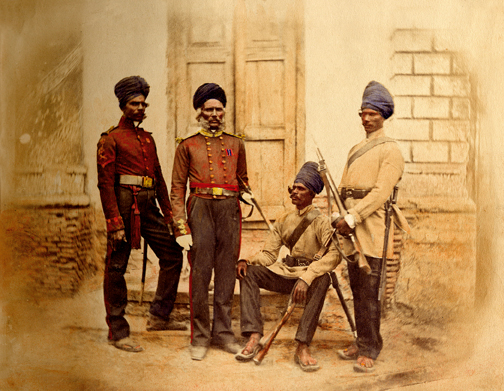
Военнослужащие Мадрасского корпуса сапёров и минёров (фото 1857-1858 годов)

- Мадрасская европейская пешая артиллерия
- Мадрасская туземная пешая артиллерия
- Артиллерия контингента Хайдарабада

### Инженерные войска
- Мадрасский корпус сапёров и минёров

### Пехота

#### Полки регулярной армии
- 1-й мадрасский европейский фузилерный полк
- 2-й мадрасский европейский лёгкий пехотный полк
- 3-й мадрасский европейский пехотный полк

- 50 полков мадрасской туземной пехоты

| - - 1-й мадрасский туземный пехотный полк - 2-й мадрасский туземный пехотный полк - 3-й мадрасский туземный пехотный полк - 4-й мадрасский туземный пехотный полк - 5-й мадрасский туземный пехотный полк - 6-й мадрасский туземный пехотный полк - 7-й мадрасский туземный пехотный полк - 8-й мадрасский туземный пехотный полк - 9-й мадрасский туземный пехотный полк - 10-й мадрасский туземный пехотный полк - 11-й мадрасский туземный пехотный полк - 12-й мадрасский туземный пехотный полк - 13-й мадрасский туземный пехотный полк - 14-й мадрасский туземный пехотный полк - 15-й мадрасский туземный пехотный полк - 16-й мадрасский туземный пехотный полк - 17-й мадрасский туземный пехотный полк - 18-й мадрасский туземный пехотный полк - 19-й мадрасский туземный пехотный полк - 20-й мадрасский туземный пехотный полк - 21-й мадрасский туземный пехотный полк - 22-й мадрасский туземный пехотный полк - 23-й мадрасский туземный пехотный полк - 24-й мадрасский туземный пехотный полк - 25-й мадрасский туземный пехотный полк - 26-й мадрасский туземный пехотный полк | - - 27-й мадрасский туземный пехотный полк - 28-й мадрасский туземный пехотный полк - 29-й мадрасский туземный пехотный полк - 30-й мадрасский туземный пехотный полк - 31-й мадрасский туземный пехотный полк - 32-й мадрасский туземный пехотный полк - 33-й мадрасский туземный пехотный полк - 34-й мадрасский туземный пехотный полк - 35-й мадрасский туземный пехотный полк - 36-й мадрасский туземный пехотный полк - 37-й мадрасский туземный пехотный полк - 38-й мадрасский туземный пехотный полк - 39-й мадрасский туземный пехотный полк - 40-й мадрасский туземный пехотный полк - 41-й мадрасский туземный пехотный полк - 42-й мадрасский туземный пехотный полк - 43-й мадрасский туземный пехотный полк - 44-й мадрасский туземный пехотный полк - 45-й мадрасский туземный пехотный полк - 46-й мадрасский туземный пехотный полк - 47-й мадрасский туземный пехотный полк - 48-й мадрасский туземный пехотный полк - 49-й мадрасский туземный пехотный полк - 50-й мадрасский туземный пехотный полк - 51-й мадрасский туземный пехотный полк - 52-й мадрасский туземный пехотный полк |

#### Контингент Хайдарабада

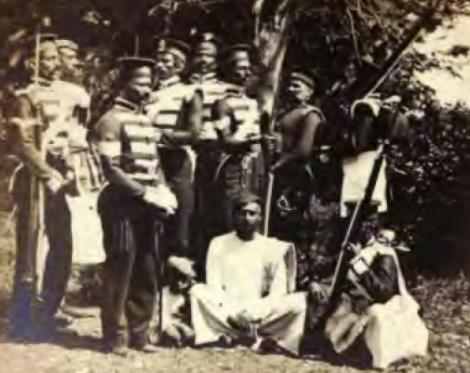
Сипаи контингента Хайдарабада
(фото 1862 года)

- 6 пехотных полков контингента Хайдарабада
  - 1-й пехотный полк контингента Хайдарабада
  - 2-й пехотный полк контингента Хайдарабада
  - 3-й пехотный полк контингента Хайдарабада
  - 4-й пехотный полк контингента Хайдарабада
  - 5-й пехотный полк контингента Хайдарабада
  - 6-й пехотный полк контингента Хайдарабада

## История после восстания сипаев
Восстание сипаев 1857—1858 годов практически не затронуло Мадрасскую армию. В отличие от гораздо большей по размерам Бенгальской армии, где из 84 кавалерийских и пехотных полков не взбунтовались (или не были распущены сразу после начала мятежа) только 12 полков — все 52 полка мадрасской туземной пехоты остались лояльны и вошли в состав Британской Индийской армии, когда на смену Ост-Индской компании пришло прямое британское правление. Четыре полка лёгкой кавалерии и все батареи мадрасской артиллерии были расформированы в ходе общей реорганизации трёх армий президентств. Мадрасские фузилёры, полк европейской пехоты, набиравшийся Ост-Индской компанией для службы в Индии, был переведен в регулярную Британскую армию.
В дальнейшем, мадрасские подразделения принимали участие во Второй Опиумной войне, Третьей англо-бирманской войне, а также в экспедициях в Египет (1882 года) и Судан (1884-1885 годов).
В 1895 году армии президентств прекратили своё существование и индийская армия была реструктуризована в четыре командования:
- Бенгальское
- Мадрасское (включая территорию Бирмы)
- Бомбейское (включая территории Синда, Кветты и Аденской колонии)
- Пенджабское (включая территорию северо-западной границы)

### Судьба мадрасских полков
В период с 1862 по 1864 годы 12 полков туземной пехоты было расформировано, ещё восемь — в 1882 году, между 1902 и 1904 годами исчезло ещё три полка, два полка было ликвидировано в 1907 году, ещё четыре при реорганизации индийской армии 1922 года. Остальные были распущены между 1923 и 1933 годами, после чего в Британской Индийской армии осталось только заслуженное соединение мадрасских сапёров и минёров. Такое положение вещей сохранялось до 1942 года, когда, во время Второй мировой войны, был создан Мадрасский полк. Оба этих полка продолжают своё существование в современной Индийской армии.
Постепенное сокращение мадрасских полков в Британской Индийской армии в конце XIX века, в пользу сикхских, раджпутских, дограсских и пенбжабских формирований, объяснялась генералом Фредериком Робертсом тем, что продолжительные периоды мирного времени и затишья в Южной Индии делали мадрасского пехотинца менее боеспособным, чем представители северных воинственных рас. С другой стороны, военные историки Джон Киган и Филип Мейсон указывают на тот факт, что замкнутых условиях системы армий президентств у мадрасских полков было мало шансов попасть в район регулярных боевых действий на северо-западной границе. Соответственно, наиболее одарённые и амбиционные британские офицеры индийской армии предпочитали служить в пенджабских или других северных подразделениях и поэтому общая боеспособность Мадрасской армии уменьшалась.

## Список главнокомандующих армией
- майор Стрингер Лоуренс (1746 — 1749)
- капитан Родольфус де Джиндженс (1749 — 1752)
- Стрингер Лоуренс (1752 — 1754)
- подполковник Джон Адлеркрон (1754 — 1757)
- подполковник Стрингер Лоуренс (1757 — 1759)
- полковник Эр Кут (1759 — 1761)
- генерал-майор Стрингер Лоуренс (1761 — 1766)

==
- Джеймс Хоуп Грант (1861 — 1864)
- Джон Ле Мэрчант (1864 — 1867)
- Уильям Энсон МакКлеверти (1867 — 1871)
- Фредерик Хейнс (1871 — 1875)
- Невилл Боулз Чемберлен (1875 — 1880)
- Фредерик Робертс (1880 — 1885)
- Чарльз Джордж Арбетнот (1885 — 1890)
- Джеймс Шарлемань Дормер (1890 — 1891)
- Чарльз Мэнсфилд Кларк (1891 — 1895)